# Canthocamptus tomikoae
Canthocamptus tomikoae is een eenoogkreeftjessoort uit de familie van de Canthocamptidae. De wetenschappelijke naam van de soort is voor het eerst geldig gepubliceerd in 1994 door Ishida in Kikuchi & Ishida.